# Crossandra cephalostachya
Crossandra cephalostachya är en akantusväxtart som beskrevs av Gottfried Wilhelm Johannes Mildbraed. Crossandra cephalostachya ingår i släktet Crossandra och familjen akantusväxter. Inga underarter finns listade i Catalogue of Life.